# Вечер выборов
«Вечер выборов» (дат. Valgaften) — датская короткометражная кинокомедия Андерса Томаса Йенсена. Кинокартина получила премию «Оскар» за лучший игровой короткометражный фильм 1998 года.

## Сюжет
Петер (Ульрих Томсен) заходит вечером в бар и присаживается к приятелю у стойки. Он заказывает мексиканское пиво, и предлагает товарищу сделать то же самое. Однако тот предпочёл проверенный годами Carlsberg, за что Петер называет его расистом и пытается доказать это другу и бармену. Внезапно поняв, что сегодня выборы, а до закрытия избирательных участков осталось 20 минут, Петер убегает и садится в такси. Там он вынужден слушать гневную тираду водителя против абстрактных иммигрантов из мусульманских стран. Отказавшись терпеть это, Петер останавливает машину. В следующем такси история повторяется, когда водитель рассказывает о превосходстве немцев. 
Снова меняя такси, Петер наконец попадает к водителю-мусульманину. К его разочарованию, тот жалуется ему на «понаехавших» японцев. Снова бросив такси, Петер пытается бегом успеть к участку, по дороге отказавшись сесть в такси водителя с символикой Конфедерации. В последнюю минуту он почти успевает, но темнокожая работница избиркома уже начинает закрывать дверь. Петер уговаривает её позволить ему проголосовать «ради таких, как она». Женщина называет его расистом и захлопывает дверь, после чего слышавший её прохожий бьёт новоявленного расиста кулаком в глаз. Петер возвращается в бар и, вместо того, чтобы пить своё мексиканское пиво, заказывает Carlsberg.